# 東儀鉄笛

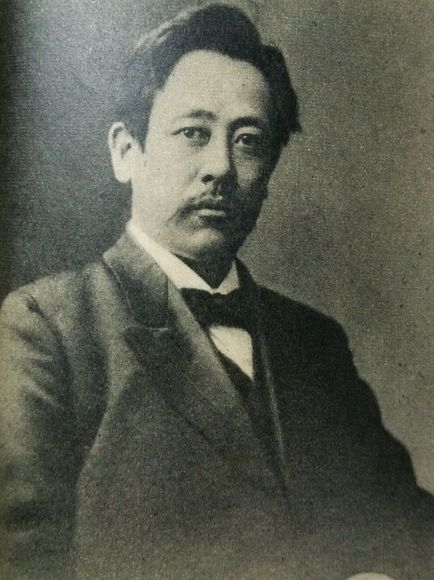

東儀 鉄笛（とうぎ てってき、明治2年6月16日〈1869年7月24日〉 - 大正14年〈1925年〉2月4日）は、明治・大正期の雅楽家・作曲家・俳優。本名・東儀 季治（すえはる）。京都府出身。父・季芳（すえよし）は、安倍季誕（すえのぶ）の子として生まれ、のちに、祖父である東儀季郛（すえもり）の死後、東儀の姓を継いだ。孫・東儀季信は元宮内庁楽部楽師。

## 来歴
1869年7月24日（明治2年6月16日）に京都に生れ、1872年（明治5年）に東京へ移住する。1879年（明治12年）から宮内省に出仕し、1890年（明治23年）に雅楽部の伶人兼楽手に補せられる。1892年（明治25年）9月に早稲田専門学校文学科に入学したと本人自筆の履歴書に書いているが、学籍簿には記録されていない。1897年（明治30年）には宮内省を退職し、帝国教育会や独逸学協会学校に勤める。
1902年（明治35年）からは坪内逍遥に師事し、1905年（明治38年）には早稲田大学の講師として清国留学生部に唱歌を担当する傍ら、1906年（明治39年）には文芸協会の創立に参加し、高田早苗の知遇を受けて早稲田大学学監室主事の名を与えられて秘書、更に副幹事に任ぜられる。1911年（明治44年）に早稲田大学を辞して演劇、特に俳優養成に専念する。
文芸協会の解散した後は無名会、新文芸協会を創設し、更に晩年は日本音楽史の編述に当る。1925年（大正14年）2月4日、脳出血のため死去。墓所は雑司ヶ谷霊園。

## 早稲田大学校歌の作曲
「都の西北 早稲田の森に…」の歌い出しで有名な早稲田大学校歌（作詞 相馬御風）の作曲者。イェール大学の学生歌である「オールドイェール」の旋律を採り入れているともされているが、さらに「オールドイェール」は、イギリスやアメリカの古民謡の影響の下にあり、それらを参考にしたのかは不明であった。しかしながら、現在では早稲田大学校歌研究会による調査によって、当時の時代背景などから判断して東儀鉄笛が「オールドイェール」を下敷きとしたことがほぼ確定的となり、研究成果として『校歌百年... 歌い継がれた 都の西北の謎』というDVDにまとめられている。

## 主な作曲作品
- 歌劇「常闇」（台本：坪内逍遥）
- 早稲田大学校歌「都の西北」（作詞：相馬御風）
- 早稲田中学校・高等学校第一校歌（作詞：坪内逍遥）
- 広島県・庄原市立本小学校校歌（作詞：稲毛詛風）
- 国士舘舘歌（作詞：柴田徳次郎）[8]
- 秋田県立大館鳳鳴高等学校校歌（作詞：土井晩翠）
- 千葉県立成東高等学校校歌（作詞：大和田建樹）
- 千葉県立銚子商業高等学校校歌（作詞：相馬御風）

## 著書
- ジョーヂ・ルミース 著、東儀季治 訳『小学唱歌教授法』上真行閲、共益商社・中央堂、1889年5月。 NCID BA31904135。全国書誌番号:40040695 NDLJP:811983。
- 杉谷代水『新曲太田道灌』東儀鉄笛曲、修文館、1906年2月。 NCID BA78318533。全国書誌番号:40074376 NDLJP:856944 NDLJP:902559。
- 坪内逍遥『常闇』東儀鉄笛曲、修文館、1906年10月。 NCID BB15018372。全国書誌番号:40073093 NDLJP:854967。
- 東儀鉄笛『音楽通解』博文館、1907年8月。 NCID BN15198643。全国書誌番号:40072917 NDLJP:854777。
  - 東儀鉄笛『音楽通解』（再版）博文館、1908年3月。 NCID BA6612224X。
- 巖谷小波『お伽唱歌』 上下巻、東儀鉄笛曲、博文館、1907年12月。
  - 巖谷小波『お伽唱歌』 上下巻、東儀鉄笛曲（訂正再版）、博文館、1909年1月。全国書誌番号: NDLJP:855070 NDLJP:855071。